# Federación Salvadoreña de Fútbol
Die Federación Salvadoreña de Fútbol (FESFUT) ist der im Jahr 1935 gegründete nationale Fußballverband von El Salvador. Der Verband organisiert die Spiele der Fußballnationalmannschaft und ist seit 1962 Mitglied im Kontinentalverband CONCACAF sowie seit 1938 Mitglied im Weltverband FIFA. Zudem richtet die FESFUT die höchste nationale Spielklasse, die Primera División de Fútbol Profesional aus.

## Erfolge
- Fußball-Weltmeisterschaft

Teilnahmen: 1970, 1982
- CONCACAF Gold Cup

Teilnahmen: 1963, 1965, 1977, 1981, 1989, 1996, 1998, 2002, 2003, 2007, 2009, 2011, 2013